# Choquinha-cinzenta
Formigueirinho-unicolor ou choquinha-cinzenta (Myrmotherula unicolor) é uma espécie de ave da família Thamnophilidae. É endémica do Brasil.
Seus habitats naturais são florestas subtropicais ou tropicais húmidas de baixa altitude e matagal árido tropical ou subtropical. Está ameaçada por perda de habitat.